# Kerim Frei
Pour les articles homonymes, voir Frei.
Kerim Koyunlu Frei, né le 19 novembre 1993 à Feldkirch (Autriche), est un footballeur international turc qui évolue au poste d'ailier gauche au Fatih Karagümrük.

## Biographie

### En club
Kerim Frei naît en Autriche d'un père turc et d'une mère marocaine et grandit à Widnau, en Suisse.
Formé au club suisse du Grasshopper Zurich, Kerim Frei est recruté par le Fulham Football Club en 2010. Après une saison passée en équipe réserve, il fait ses débuts professionnels le 7 juillet 2011 face au NSÍ Runavík en Ligue Europa en remplaçant Andy Johnson à la 72e minute. Le 14 décembre suivant, il inscrit son premier but en équipe première face à l'équipe danoise de l'OB Odense dans cette même compétition.
Le 16 mars 2012, Frei prolonge son contrat avec le club londonien, ce qui le lie désormais à Fulham jusqu'en 2015. Mais il revient en novembre.
Le 26 octobre 2012, il est prêté à Cardiff City jusqu'au 2 décembre suivant.
En août 2013, il s'engage pour le club de Beşiktaş.

### En sélection
Après avoir porté le maillot de l'équipe nationale suisse des moins de 18 ans puis celle des moins de 19 ans, avec laquelle il porte le brassard de capitaine à plusieurs reprises, Frei honore sa première sélection en espoirs face à l'Autriche le 29 février 2012 (défaite 1-2).
Le 18 juin 2012, Frei annonce qu'il opte pour la nationalité sportive turque. Le 14 novembre suivant, il honore sa première sélection avec la Turquie lors du match amical face au Danemark (1-1).

## Statistiques
| Saison                | Club                  | Championnat           | Championnat | Championnat | Coupe nationale | Coupe nationale | Coupe de la Ligue | Coupe de la Ligue | Supercoupe | Supercoupe | Compétition(s) continentale(s) | Compétition(s) continentale(s) | Compétition(s) continentale(s) | Sélection                       | Sélection | Sélection | Total | Total |
| Saison                | Club                  | Division              | M.          | B.          | M.              | B.              | M.                | B.                | M.         | B.         | Comp.                          | M.                             | B.                             | Équipe                          | M.        | B.        | M.    | B.    |
| 2011-2012             | Fulham FC             | Premier League        | 16          | 0           | 1               | 0               | 1                 | 0                 | -          | -          | C3                             | 7                              | 1                              | Suisse -19 ans Suisse -21 ans   | 7 2       | 1 0       | 34    | 2     |
| 2012-2013             | Fulham FC             | Premier League        | 7           | 0           | 1               | 0               | -                 | -                 | -          | -          | -                              | -                              | -                              | Turquie Turquie -20 ans         | 4 5       | 0         | 17    | 0     |
| 2012-2013             | Cardiff City (prêt)   | Championship          | 3           | 0           | -               | -               | -                 | -                 | -          | -          | -                              | -                              | -                              | -                               | -         | -         | -     | -     |
| Sous-total            | Sous-total            | Sous-total            | 26          | 0           | 2               | 0               | 1                 | 0                 | -          | -          | -                              | 7                              | 1                              | Turquie                         | 4         | 0         | 40    | 1     |
| 2013-2014             | Beşiktaş              | Süper Lig             | 9           | 0           | 1               | 0               | -                 | -                 | -          | -          | -                              | -                              | -                              | Turquie -21 ans                 | 4         | 2         | 14    | 2     |
| 2014-2015             | Beşiktaş              | Süper Lig             | 29          | 3           | 7               | 0               | -                 | -                 | -          | -          | C1 C3                          | 3 9                            | 1 0                            | Turquie -21 ans Turquie -23 ans | 2 1       | 1 0       | 51    | 5     |
| 2015-2016             | Beşiktaş              | Süper Lig             | 23          | 4           | 9               | 1               | -                 | -                 | -          | -          | C3                             | 5                              | 0                              | Turquie                         | 1         | 0         | 38    | 5     |
| 2016-2017             | Beşiktaş              | Süper Lig             | 7           | 0           | 4               | 4               | -                 | -                 | 1          | 0          | C1                             | 2                              | 0                              | -                               | -         | -         | 14    | 4     |
| Sous-total            | Sous-total            | Sous-total            | 68          | 7           | 21              | 5               | -                 | -                 | 1          | 0          | -                              | 19                             | 1                              | Turquie                         | 1         | 0         | 110   | 13    |
| 2016-2017             | Birmingham City       | Championship          | 13          | 1           | -               | -               | -                 | -                 | -          | -          | -                              | -                              | -                              | -                               | -         | -         | 13    | 1     |
| Sous-total            | Sous-total            | Sous-total            | 13          | 1           | -               | -               | -                 | -                 | -          | -          | -                              | -                              | -                              | -                               | -         | -         | 13    | 1     |
| 2017-2018             | İstanbul Başakşehir   | Süper Lig             | 22          | 3           | 2               | 0               | -                 | -                 | -          | -          | C1 C3                          | 3 5                            | 0 1                            | -                               | -         | -         | 32    | 4     |
| 2018-2019             | İstanbul Başakşehir   | Süper Lig             | 8           | 0           | 3               | 1               | -                 | -                 | -          | -          | C3                             | 2                              | 0                              | -                               | -         | -         | 13    | 1     |
| 2018-2019             | Maccabi Haifa (prêt)  | Ligat ha’Al           | 16          | 1           | -               | -               | -                 | -                 | -          | -          | -                              | -                              | -                              | -                               | -         | -         | 16    | 1     |
| Sous-total            | Sous-total            | Sous-total            | 46          | 4           | 5               | 1               | -                 | -                 | -          | -          | -                              | 10                             | 1                              | -                               | -         | -         | 61    | 6     |
| Total sur la carrière | Total sur la carrière | Total sur la carrière | 153         | 12          | 28              | 6               | 1                 | 0                 | 1          | 0          | -                              | 36                             | 3                              | Turquie                         | 5         | 0         | 224   | 21    |

## Palmarès
- Championnat de Turquie : 2016 et 2017